# هيرونوري ناكميني
هيرونوري ناگَميني (باليابانية: 長峯 宏範) (12 مايو 1973 في ميازاكي في اليابان – )؛ هو لاعب كرة قدم ياباني سابق كان يلعب كمدافع.

## وصلات خارجية
- هيرونوري ناكميني على موقع رابطة كرة القدم اليابانية للمحترفين (اليابانية)
- هيرونوري ناكميني على موقع عالم كرة القدم.نت (الإنجليزية)